# جزيرة أم سحر
تقع جزيرة أم سحر في المملكة العربية السعودية، في محافظة منطقة تبوك، في الجزء الغربي من البلاد، تبعد حوالي 15 كيلومتر من مدينة أملج. متوسط درجة الحرارة فيها 28 درجة مئوية، وتبلغ مساحتها 2.11 كم.